# La Chailleuse
La Chailleuse es una comuna nueva francesa situada en el departamento de Jura, de la región de Borgoña-Franco Condado.

## Historia
Fue creada el 1 de enero de 2016, en aplicación de una resolución del prefecto de Jura de 28 de octubre de 2015 con la unión de las comunas de Arthenas, Essia, Saint-Laurent-la-Roche y Varessia, pasando a estar el ayuntamiento en la antigua comuna de Arthenas.

## Demografía
| Gráfica de evolución demográfica de La Chailleuse entre 1800 y 2013 |
|                                                                     |

Los datos entre 1800 y 2013 son el resultado de sumar los parciales de las cuatro comunas que forman la nueva comuna de La Chailleuse, cuyos datos se han cogido de 1800 a 1999, para las comunas de Arthenas, Essia, Saint-Laurent-la-Roche y Varessia de la página francesa EHESS/Cassini. Los demás datos se han cogido de la página del INSEE.

## Composición
| Comuna delegada        | Código INSEE | Población (2013) | Superficie (km²) | Densidad (hab./km²) |
| ---------------------- | ------------ | ---------------- | ---------------- | ------------------- |
| Arthenas               | 39021        | 159              | 6.71             | 24                  |
| Essia                  | 39215        | 71               | 4.86             | 15                  |
| Saint-Laurent-la-Roche | 39488        | 337              | 11.13            | 30                  |
| Varessia               | 39544        | 37               | 1.83             | 20                  |